# High Adventure
High Adventure è il quarto album in studio da solista del musicista statunitense Kenny Loggins, pubblicato nel 1982.

## Tracce
1. Don't Fight It (featuring Steve Perry) (Kenny Loggins, Steve Perry, Dean Pitchford) – 3:37
2. Heartlight (K. Loggins) – 3:56
3. I Gotta Try (K. Loggins, Michael McDonald) – 3:51
4. Swear Your Love (K. Loggins, Eva Ein Loggins) – 5:07
5. The More We Try (K. Loggins, E. Loggins) – 3:59
6. Heart to Heart (David Foster, K. Loggins, McDonald) – 5:20
7. If It's Not What You're Looking For (K. Loggins, Foster, E. Loggins) – 4:39
8. It Must Be Imagination (K. Loggins, Tom Snow, Max Groenenthal) – 5:38
9. Only a Miracle (K. Loggins, McDonald) – 5:11